# Saturnin z Tuluzy
Saturnin z Tuluzy, znany również jako Święty Sernin lub Savournin  (zm. 249-251) – pierwszy biskup Tuluzy, jeden z siedmiu "apostołów Galii", męczennik chrześcijański z czasów panowania Decjusza, święty Kościoła katolickiego.
Do Tuluzy został wysłany przez papieża Fabiana (236-250).
Podczas prześladowań chrześcijan, gdy odmówił złożenia ofiar rzymskim bogom, przywiązano go za nogi do rozjuszonego byka pędzonego ulicami miasta.
Jego kult rozprzestrzenił się na terenach obecnej Francji i Hiszpanii. Na początku V wieku biskupi Sylwiusz i Eksuperiusz wznieśli bazylikę, którą zaczęto nazywać Saint-Sernin (fr. Basilique Saint-Sernin de Toulouse).
Wiele miast francuskich nosi również nazwę Saint-Sernin lub Saint-Savournin (do 1539 Saint-Sernin).
W benedyktyńskim opactwie w Saint-Hilaire (Aude), w kościele klasztornym,  znajduje się sarkofag ze szczątkami świętego.
Wspomnienie liturgiczne obchodzone jest 29 listopada (tego samego dnia wspominany jest św. Saturnin z Kartaginy, męczennik rzymski), natomiast translacja relikwii 30 października.
Atrybutem świętego jest byk, który go zabił.